# 3 Musketiers (musical)
3 Musketiers, de Musical is een theaterstuk uit 2003, geproduceerd door Joop van den Ende Theaterproducties (nu Stage Entertainment) gebaseerd op het boek De drie musketiers van de Franse schrijver Alexandre Dumas.

## Verhaal en opzet
De musical gaat over D'Artagnan, die op weg gaat naar Parijs om daar musketier van de koning te worden. Hij ontmoet de drie musketiers Athos, Porthos en Aramis. Kardinaal de Richelieu is echter bezig met een gemeen plan, samen met Milady de Winter en Rochefort, om zo meer macht te krijgen en koning Lodewijk XIII aan de kant te kunnen schuiven. Hier komen de musketiers achter, dankzij Constance, een meisje aan het hof van de koningin. Zij wordt ook de grote liefde van D'Artagnan, helaas zal hij nooit met haar kunnen trouwen.
De musical verschilt op sommige punten van het originele verhaal; zo is de rol van Constance veel groter, de rol van Tréville is uit het verhaal geschreven en Milady de Winter wordt enigszins sympathiek, of zelfs meelijwekkend neergezet, waar zij in het boek vooral walging opwekt.

## Internationale opzet
De première vond plaats op 30 maart 2003 in het Nieuwe Luxor Theater in Rotterdam. Deze première werd aangekondigd als wereldpremière omdat het de bedoeling was dat deze productie ook in meerdere landen te zien zou zijn en ook op Broadway zou worden opgevoerd. Tussen 2005 en 2008 is de musical ook in Duitsland te zien geweest, van 6 april 2005 t/m 25 juni 2006 in Berlijn en van 12 november 2006 t/m 27 januari 2008 in Stuttgart. Bij beide Duitse producties keerde van de Nederlandse cast alleen Pia Douwes terug als Milady De Winter, tevens werden in beide producties enkele nummers vervangen door nieuw geschreven materiaal. In Duitsland heeft deze productie in 2006 een Duitse musicalprijs gewonnen. Ook in Hongarije en Japan is de productie opgevoerd.
Het Vlaams amateurtheatergezelschap De Toverlantaarn bracht in april 2011 de Belgische première van deze musical naar Diksmuide. In Oslo (Noorwegen) bracht een semiprofessioneel gezelschap een reeks voorstellingen ten gehore in 2012.

## Tekst en muziek
De tekst en muziek van de 23 nummers is geschreven door Rob en Ferdi Bolland. Het nummer Alles kwam als single uit in januari 2003 en heeft de top drie van de Nederlandse hitlijsten bereikt. De Nederlandse uitvoering van de musical is ook op cd (niet alle nummers) en dvd (gehele musical) verschenen.

## Rolverdeling in Nederland
| Rol                                      | Uitvoerende(n) |
| ---------------------------------------- | --- |
| D'Artagnan                               | Bastiaan Ragas |
| Alternate                                | Joost de Jong |
| Constance                                | Tooske Breugem |
| Understudy                               | Daphne Flint, Linda Hibma |
| Athos                                    | Henk Poort |
| Understudy                               | Paul Donkers |
| Porthos                                  | Cees Geel |
| Understudy                               | Bart de Vries |
| Aramis                                   | Rein Kolpa |
| Understudy                               | Christophe Haddad, Marcel Visscher |
| Milady De Winter                         | Pia Douwes |
| Understudy                               | Ellen Evers, Marleen van der Loo*, Willemijn Verkaik |
| Kardinaal Richelieu                      | Stanley Burleson |
| Alternate                                | Frank Hoelen |
| Understudy                               | Peter Stassen |
| Koningin Anna                            | Ellen Evers, Marleen van der Loo* |
| Understudy                               | Willemijn Verkaik, Casey Francisco |
| Koning Lodewijk XIII / Spreekstalmeester | Christo van Klaveren |
| Understudy                               | Marc Krone, Marcel Visscher |
| Lord Buckingham / Vader D 'Artagnan      | Bart de Vries |
| Understudy                               | Marc Krone, Eugène Jans |
| Rochefort / Kamerheer James              | Ids van der Krieke |
| Understudy                               | Peter Rijnbeek |
| Ensemble                                 | Caroline Canters, Paul Donkers, Herman Egbers, Daphne Flint, Casey Francisco, Helen Geets, Christophe Haddad, Linda Hibma, Eugène Jans, Richard Janssen (dance captain), Joost de Jong, Esther Koenen (Moeder D 'Artagnan), Rainier Koeners, Menno Leemhuis, Michael Macalintal, Marcel Postma, Ilka Recker, Johan van Rooij, Peter Rijnbeek, Eva Roest, Birger van Severen, Tim van der Straeten, Tiuri Suykerbuyk, Michele Tesoro (fight captain), Sabrina Tiebosch, Marc Uijen, Willemijn Verkaik, Marcel Visscher, Gerlinde Vliegenthart, Wieke Wiersma |
| Swing                                    | Wendy August, Peter van Dosselaer, Fleur Hendriks, Jordi Hulshof, Marc Krone, Elise Loermans, David Maes, Barry Meijer, Peter Stassen, Marcel Vogelaar, Daan Wijnands |

- Na het vertrek van Ellen Evers vertolkte Marleen van der Loo de rol van Koningin Anna en understudy Milady de Winter.

## Liedjes
Op de cd van de musical komen 20 liedjes voor.
1. Proloog
2. Vader
3. Nu
4. Katholieken en Hugenoten
5. Parijs
6. O Heer
7. Een voor allen en allen voor een
8. Ik ben een vrouw
9. Liefde laat je nooit alleen
10. Constance
11. Deze nacht
12. Mannen
13. Vecht
14. Niet van steen
15. Twijfel
16. Alles
17. Knipoog van God
18. Waar bleef die zomer?
19. Het bal
20. Vader (reprise)

De werkelijke nummers waarin zang voorkomt: (nummers die worden overgeslagen zijn orkest nummers)

Eerste akte:

1 Vader - d'Artagnan

2 Nu - d'Artagnan + koor

3 Katholiek en Hugenoot - Koor

5 Parijs Solisten + Koor

6 O Heer - Richelieu

7 Oorlog - Koor

9 Eén voor allen en allen voor één - Solisten + Koor

10 Eén voor allen en allen voor één (Royal Finale) - Solisten + Koor

13 Ik ben een vrouw - Milady + Anna + Constance

14 Liefde laat je nooit alleen - Athos

15 Constance - d'Artagnan + Koor

17 Deze nacht - d'Artagnan + Constance

19 Mannen - Milady + koor

20 De jacht - Koor

22 Vecht (finale akte 1) - Solisten + Koor

Tweede akte:

23 Spreekstalmeester - Spreekstalmeester

25 De overtocht - Matrozen

27 Niet van Steen - Richelieu

28 Oorlog - Vader - reprise d'Artagnan

30 Twijfel - Anna

31 Alles - Constance + d'Artagnan

33 Geloof me - Richelieu

36 Nu (reprise) Richelieu + Milady

37 Een knipoog van God - Constance

38 Deze nacht (reprise) - d'Artagnan

39 Waar bleef die zomer - Milady

42 Liefde laat je nooit alleen - reprise Arthos - d'Artagnan

43 Het bal - Koor

45 Het Bal II - Koor

46 Vader - reprise - d'Artagnan

'14-'18 · '40-'45 (België) · '40-'45 (Nederland) · De 3 Biggetjes · 3 Musketiers · Aida · Alice in Wonderland · A xXxmas Carola · Anatevka · Assepoester · Belle en het Beest · Billie Holiday · Bloedbroeders · The Bodyguard · Cabaret · Camelot · Cats · Chicago · Ciske de Rat · Cyrano de Bergerac · De Schone van Boskoop · Daens · Dirty Dancing · Doe Maar! · Domino · Doornroosje · Dracula · Drood · Elisabeth · Evita · Fame · De Finale · Flashdance · Foxtrot · Goodbye, Norma Jeane · Grease · Hair · High School Musical · De Jantjes · Jekyll & Hyde · Jersey Boys · Jesus Christ Superstar · Kadanza · De kleine zeemeermin · Koning van Katoren · Kruimeltje · Kuifje: De Zonnetempel · Kunt u mij de weg naar Hamelen vertellen, mijnheer? · The Last Five Years · Lelies · The Lion King · The Little Mermaid · Love Story · Lover of Loser · Mamma Mia! · De man van La Mancha · Mary Poppins · Les Misérables · Miss Saigon · Muerto! · De Muze van Rubens · My Fair Lady · On Your Feet! · Op hoop van Zegen · Oorlogswinter · The Passion · Pauline & Paulette · The Phantom of the Opera · Pinokkio · Red Star Line · Rembrandt · Robin Hood · Romeo en Julia, van Haat tot Liefde · De Rozenoorlog · Shhh...it happens! · Shrek · Soldaat van Oranje · Spring Awakening · De sprookjesmusical Klaas Vaak · Sneeuwwitje · The Sound of Music · Tarzan · Titanic · Turks fruit · Urinetown · De Vliegende Hollander · Wat Zien Ik?! · Wicked · The Wild Party · The Wiz · Wickie de viking de musical
    Portaal Musical